# زلزال آيرونديل 1916
زلزال آيرونديل 1916 هو زلزالٌ وقعَ في آيرونديل في الولايات المتحدة بتاريخ 18 أكتوبر 1916.